# Baumkronenpfad Lipno

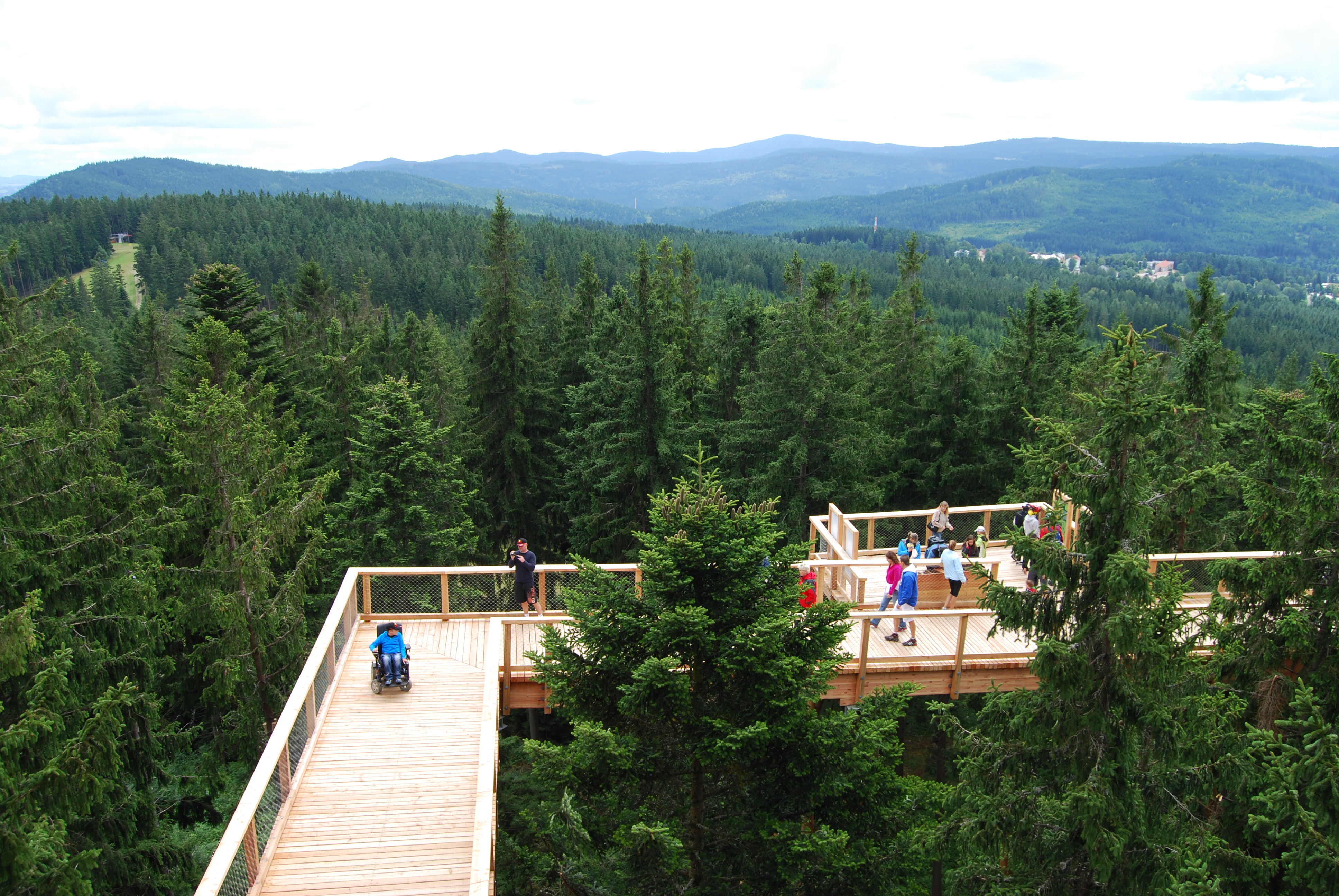
Der Baumkronenpfad in Lipno

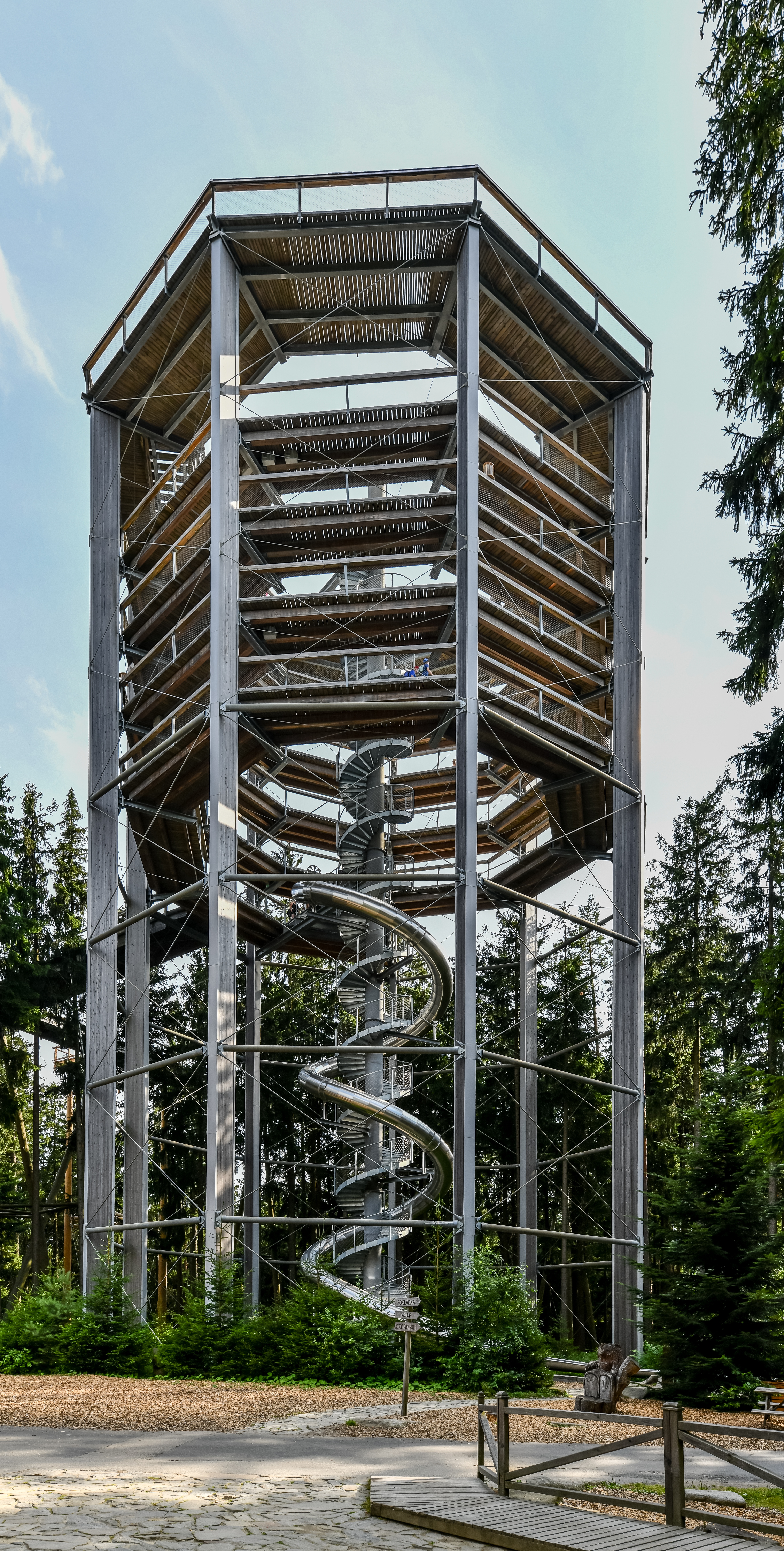
Spiralförmiger Turm mit Rutsche

Der Baumkronenpfad in der Gemeinde Lipno nad Vltavou ist der erste Baumkronenpfad in Tschechien und wurde nach Plänen des Schönberger Architekten Josef Stöger errichtet. Er liegt auf dem Hügel Kramolín über dem Stausee Lipno in 901 Metern Seehöhe.

## Anlage
Die Anlage wurde 2012 eröffnet. Verantwortlich für den Bau, bei dem rund 2,5 Millionen Euro investiert wurden, war ein Joint Venture aus der Erlebnis Akademie AG Bad Kötzting in Bayern sowie den Tschechischen Staatsforsten (Lesy ČR).
Der hölzerne Baumkronenweg ruht auf insgesamt 75 verstärkten Holzsäulen. Der 675 Meter lange Steg endet auf der Plattform des Aussichtsturmes in einer Höhe von 40 Metern. 372 Meter davon entfallen auf den Weg über die Baumwipfelpfad in 24 Metern Höhe. Der spiralförmige Pfad auf den Turm ist 303 Meter lang. Der Turm hat 24 Meter im Durchmesser und kann über eine 52 m lange Rutsche verlassen werden. Entlang des Pfades gibt es Stationen mit Spielgeräten und Infotafeln zum Ökosystem Wald.
Der Baumkronenpfad in Lipno gehörte 2018 zu den 50 meistbesuchten touristischen Attraktionen in Tschechien.